# راکتور آزمایشی پیشرفته
راکتور آزمایشی پیشرفته (به انگلیسی: Advanced Test Reactor) یک رآکتور تحقیقاتی در ایالات متحده آمریکا است که در آیداهو واقع شده‌است.